# Ban-sur-Meurthe-Clefcy
Ban-sur-Meurthe-Clefcy là một xã, nằm ở tỉnh Vosges trong vùng Grand Est của Pháp. Xã này có diện tích 45,04 km², dân số năm 1999 là 798 người. Xã này nằm ở khu vực có độ cao trung bình 478 m trên mực nước biển.

## Biến động dân số
| Năm | 1962 | 1968 | 1975 | 1982 | 1990 | 1999 |
| --- | ---- | ---- | ---- | ---- | ---- | ---- |
| Dân số | 694  | 667  | 653  | 717  | 756  | 798  |
| From the year 1962 on: No double counting—residents of multiple communes (e.g. students and military personnel) are counted only once. |      |      |      |      |      |      |